# Fotogeología
La fotogeología es la parte de la geología que se especializa en el estudio de las superficies de cuerpos planetarios a través de imágenes por satélite. Para ello, se recurre a la interpretación de imágenes buscando superficies superpuestas y determinando las edades relativas de diferentes unidades al comparar las cantidades de cráteres que presentan y las discontinuidades de las características topográficas.
La fotogeología es un procedimiento de trabajo para hacer geología superficial y correlaciones al subsuelo, teniendo como base la interpretación de fotografías aéreas.
Es una forma de reconocer geológicamente áreas de gran extensión que permiten obtener gran riqueza de detalle, aunque no una precisión como la que podría obtenerse conjuntamente empleando métodos geológicos y topográficos directos.
La fotogeología no sustituye a la geología de campo, sino que se emplea como un auxiliar valiosísimo que permite hacer en unos cuantos días el trabajo que ordinariamente requiere semanas o meses de labor de campo.
- Datos: Q5864389